# Nereidania opalina
Nereidania opalina är en fjärilsart som beskrevs av W. Warren 1908. Nereidania opalina ingår i släktet Nereidania och familjen mätare. Inga underarter finns listade i Catalogue of Life.